# Magnolia (Delaware)
Magnolia je gradić u američkoj saveznoj državi Delaware. Prema popisu stanovništva iz 2010. u njemu je živjelo 225 stanovnika.